# Platystele ovalifolia
Platystele ovalifolia är en orkidéart som först beskrevs av Hendrik Charles Focke, och fick sitt nu gällande namn av Leslie Andrew Garay och Galfrid Clement Keyworth Dunsterville. Platystele ovalifolia ingår i släktet Platystele och familjen orkidéer. Inga underarter finns listade i Catalogue of Life.